# Hui (Longnan)

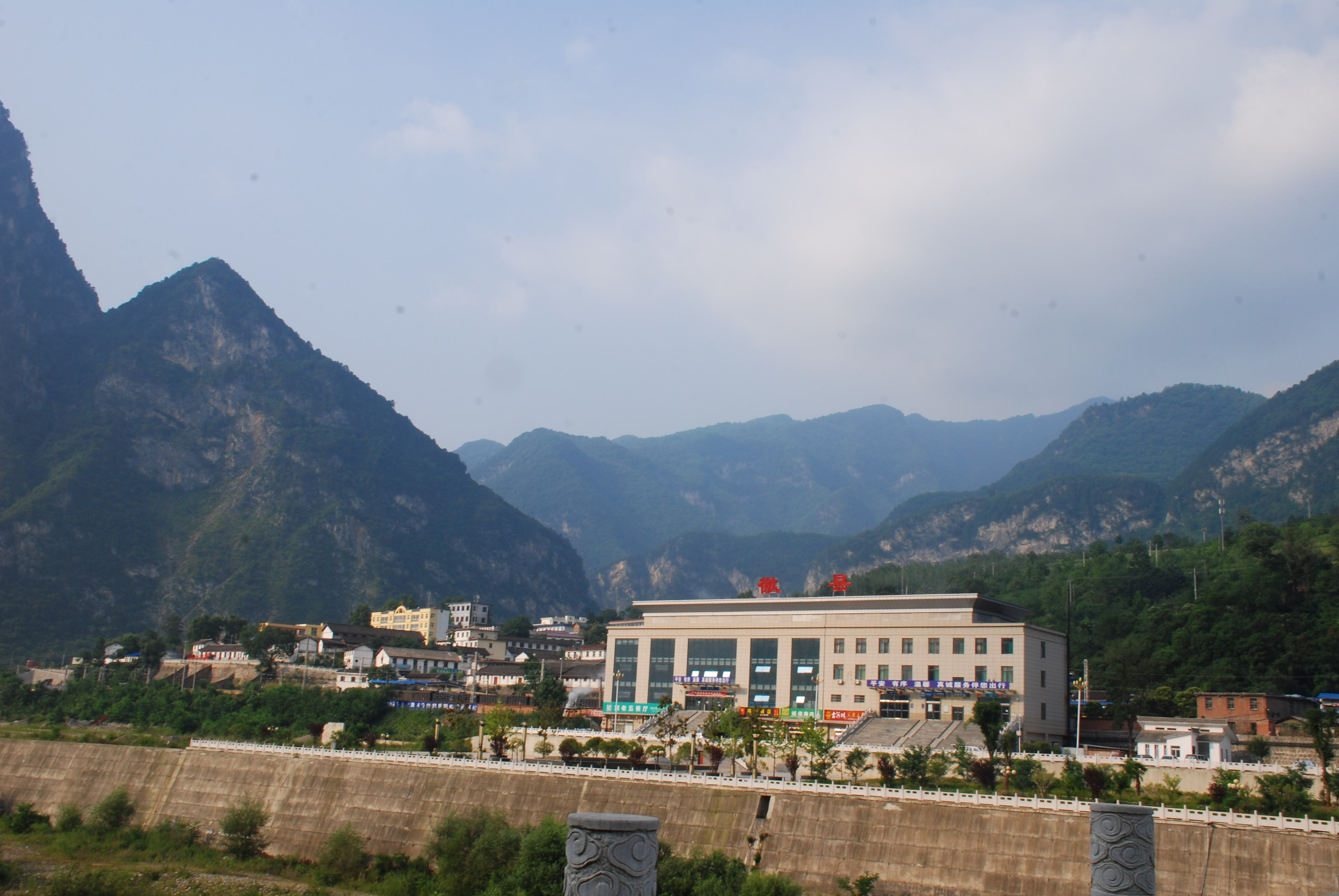
Bahnhof in Hui (2017)

Hui (chinesisch 徽县, Pinyin Huī Xiàn) ist ein Kreis der bezirksfreien Stadt Longnan in der nordwestchinesischen Provinz Gansu. Hui hat eine Fläche von 2.717 km² und zählt 201.100 Einwohner (Stand: Ende 2018). Ende 2004 wurde die Einwohnerzahl mit ca. 210.000 angegeben.

## Administrative Gliederung
Auf Gemeindeebene setzt sich Hui aus sieben Großgemeinden und acht Gemeinden zusammen. Diese sind:
- Großgemeinde Chengguan (城关镇);
- Großgemeinde Fujia (伏家镇);
- Großgemeinde Jiangluo (江洛镇);
- Großgemeinde Niyang (泥阳镇);
- Großgemeinde Liulin (柳林镇);
- Großgemeinde Jialing (嘉陵镇);
- Großgemeinde Yongning (永宁镇);
- Gemeinde Yinxingshu (银杏树乡);
- Gemeinde Shuiyang (水阳乡);
- Gemeinde Lichuan (栗川乡);
- Gemeinde Mayanhe (麻沿河乡);
- Gemeinde Gaoqiao (高桥乡);
- Gemeinde Yushu (榆树乡);
- Gemeinde Dahedian (大河店乡);
- Gemeinde Yuguan (虞关乡).